# Guy François
Guy François (Puerto Príncipe; 18 de septiembre de 1947-Montreal; 3 de junio de 2019) fue un centrocampista de fútbol haitiano que jugó en la Copa Mundial de la FIFA 1974.
Jugó toda su carrera en el Violette A.C. de su país, ganando una vez la Liga y la Copa Nacional.

## Selección nacional
Jugó con la selección de Haití ocho encuentros en los clasificatorios hacia el Mundial de México 1970 y 7 para el de Alemania Federal 1974. En estas eliminatorias marcó su único gol.
Apareció en el grupo seleccionado del Mundial 1974. Durante el campeonato, disputó dos partidos: contra Italia y Polonia.

### Participaciones en Copas del Mundo
| Mundial                        | Sede     | Resultado    |
| ------------------------------ | -------- | ------------ |
| Copa Mundial de Fútbol de 1974 | Alemania | Primera fase |

## Palmarés

### Títulos nacionales
| Título        | Equipo      | País  | Año  |
| ------------- | ----------- | ----- | ---- |
| Copa Nacional | Violette AC | Haití | 1968 |
| Liga Nacional | Violette AC | Haití | 1968 |

### Títulos internacionales
| Título                                | Equipo | Sede  | Año  |
| ------------------------------------- | ------ | ----- | ---- |
| Campeonato de Naciones de la Concacaf | Haití  | Haití | 1973 |